# Husby (metropolitana di Stoccolma)
Husby è una stazione della metropolitana di Stoccolma.
Si trova presso l'omonimo quartiere, a sua volta situato all'interno della circoscrizione di Rinkeby-Kista, mentre sul tracciato della linea blu T11 della rete metroviaria locale è compresa tra la fermata di Kista e il capolinea di Akalla.
La sua apertura ufficiale ebbe luogo il 5 giugno 1977, stesso giorno in cui fu inaugurato il tratto compreso tra Hallonbergen e Akalla.
Le biglietterie sono accessibili dai viali Trondheimsgatan e Bergengatan. La stazione, sotterranea, fu progettata dagli architetti Michael Granit e Per H. Reimers e decorata dagli artisti Birgit Broms (nel 1977) e Helen Sandberg (nel 1993).
Il suo utilizzo medio quotidiano durante un normale giorno feriale è pari a 6.400 persone circa.

## Tempi di percorrenza
| Linea | Capolinea       | Tempo  | Stazione                               | Tempo                |
| T11   | Akalla          | 2 min  | Västra skogen Fridhemsplan T-Centralen | 12 min 16 min 19 min |
| T11   | Kungsträdgården | 21 min | Västra skogen Fridhemsplan T-Centralen | 12 min 16 min 19 min |

## Galleria d'immagini

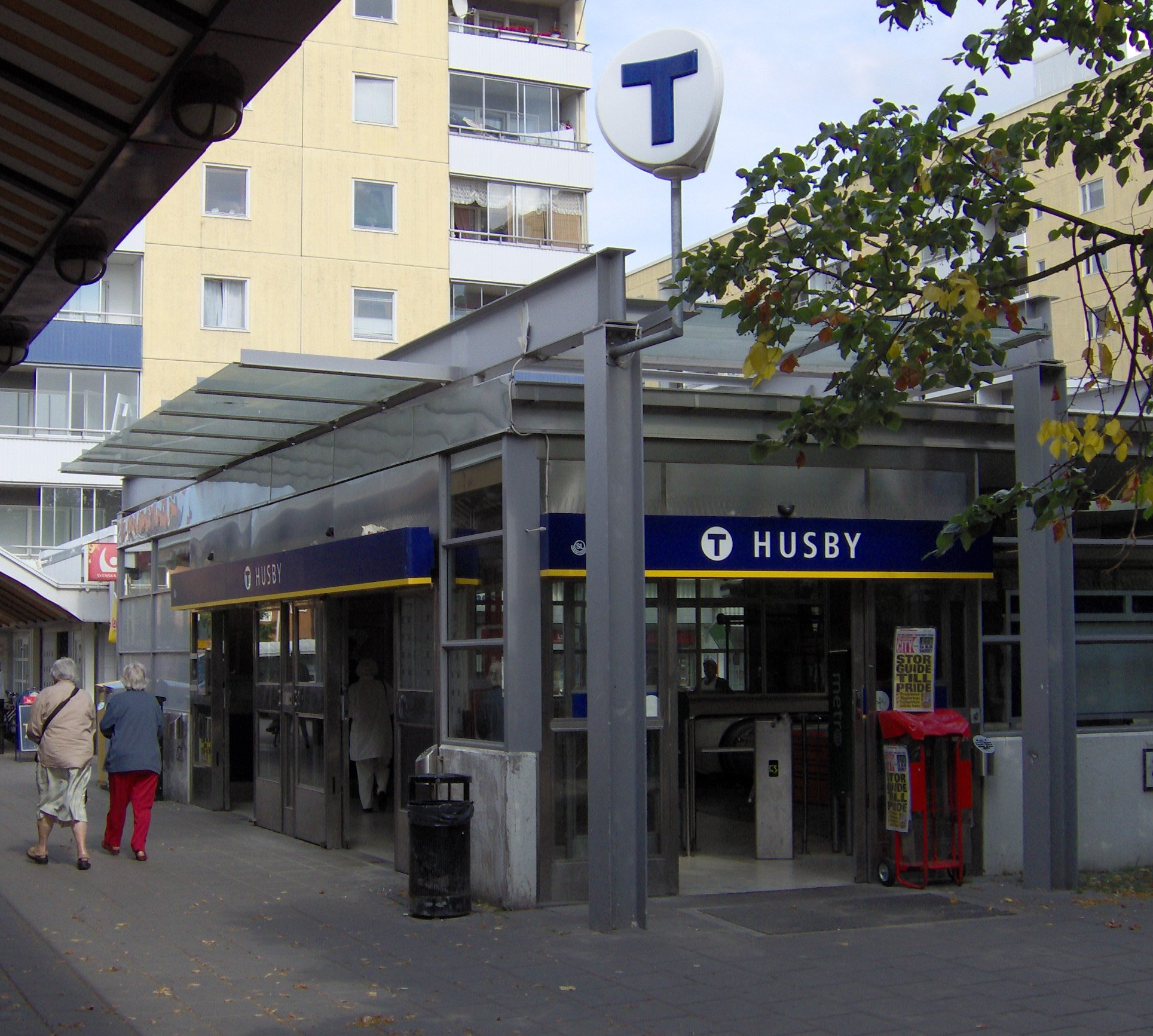
Ingresso della stazione
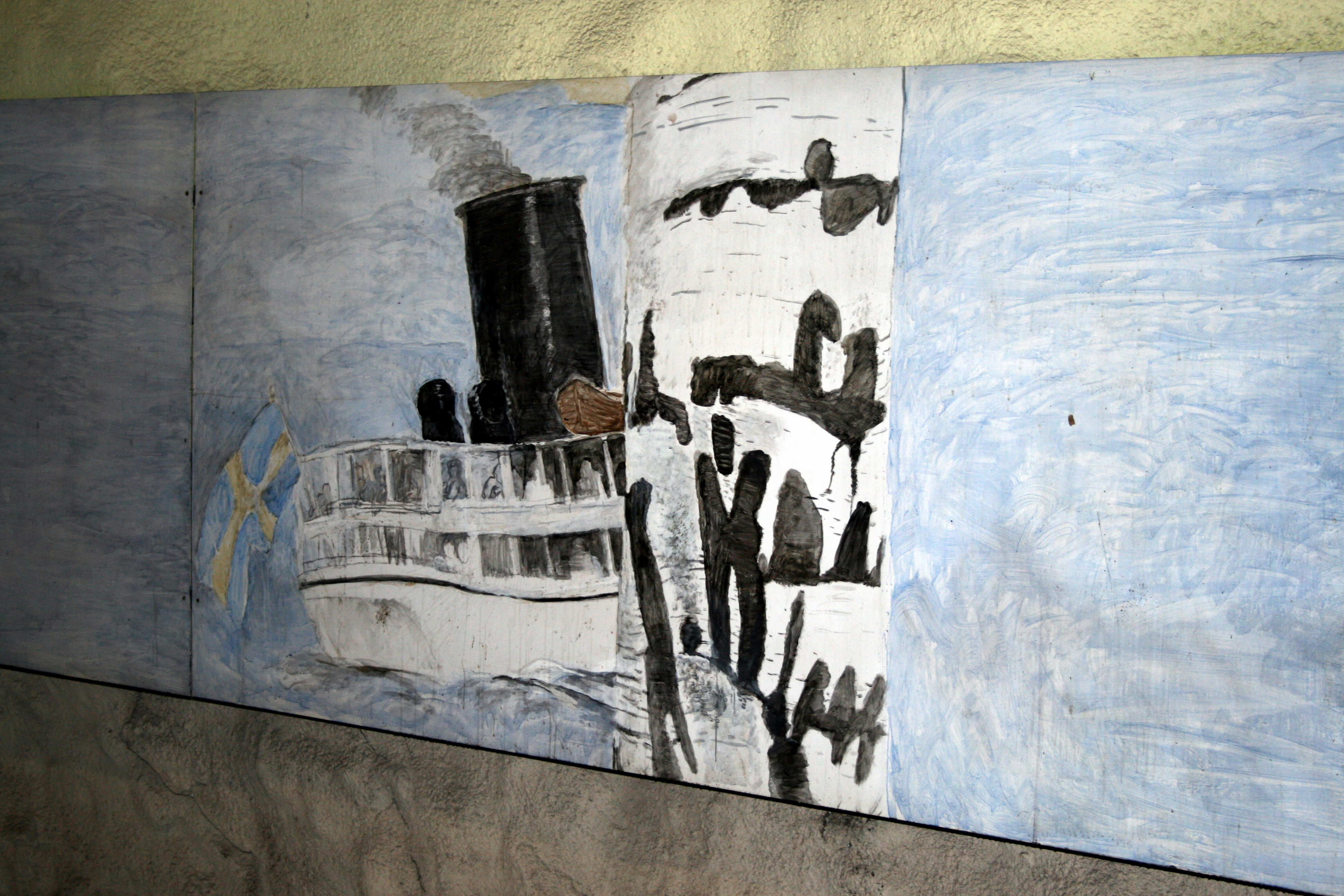
Opera di Birgit Broms
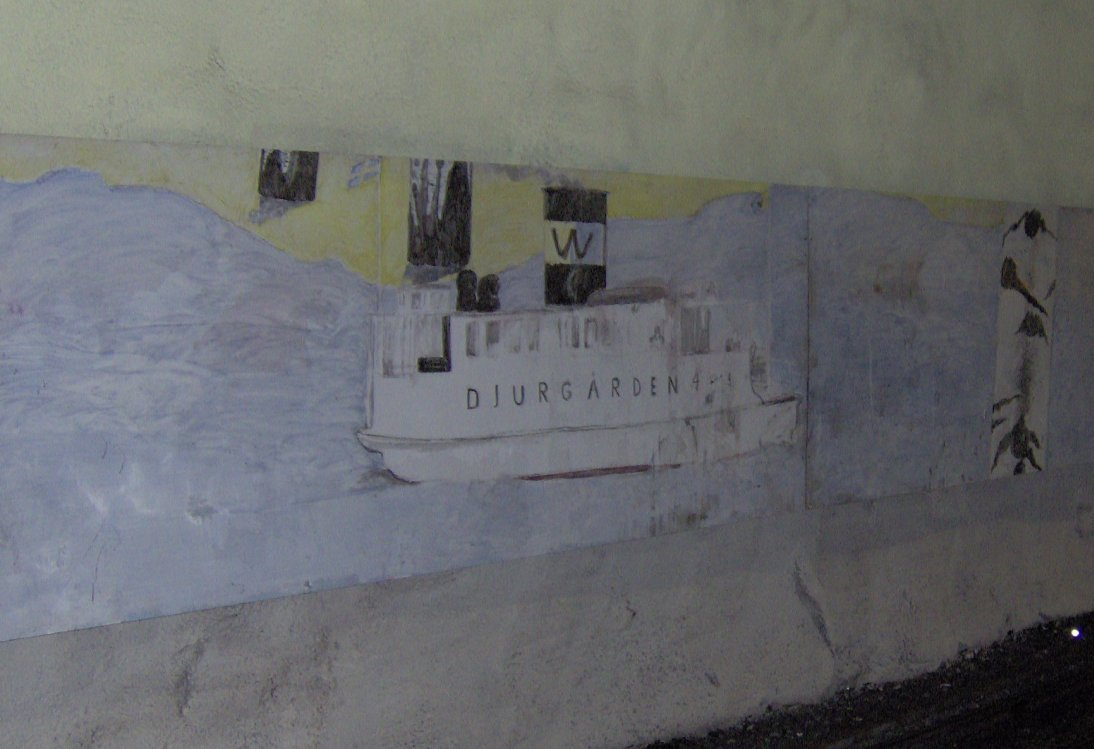
Opera di Birgit Broms